# Loïc Rémy
Loïc Rémy (sinh ngày 2 tháng 1 năm 1987) là một cầu thủ bóng đá chuyên nghiệp Pháp đang chơi cho câu lạc bộ Crystal Palace ở Giải Ngoại hạng Anh và đội tuyển quốc gia Pháp. Rémy chủ yếu chơi ở vị trí tiền đạo. Anh thi đấu cho Crystal Palace theo hợp đồng cho mượn từ câu lạc bộ Chelsea có thời hạn đến hết mùa giải 2016-2017.

## Tiểu sử
Sinh ra tại Rillieux-la-Pape, Rhône, Rémy bắt đầu sự nghiệp thi đấu cho một câu lạc bộ thanh niên địa phương tại thành phố quê nhà của Lyon. Năm 1999, anh gia nhập clb lớn nhất thành phố này, Olympique Lyonnais, và đã dành sáu năm ở học viện trẻ của câu lạc bộ. Năm 2005, ông được thăng chức đội cấp cao và nỗ lực để khẳng định mình trong ba mùa trong quản lý Gérard Houllier và Alain Perrin. Năm 2008, anh được đem cho RC Lens mượn và, sau một thời gian thành công, đã được nhận chuyển nhượng bởi OGC Nice trước mùa giải 2008-09. Với Nice, Rémy phát triển mạnh mẽ trong vai trò tiền đạo hàng đầu ghi 25 bàn trong hai năm của mình với câu lạc bộ. Năm 2010, sau khi nhận được sự quan tâm từ một số câu lạc bộ trong và ngoài nước, Rémy gia nhập đội đương kim vô địch Marseille theo một hợp đồng kéo dài năm năm.

## Sự nghiệp

### Danh hiệu
Lyon
- Ligue 1: 2006-07, 2007-08
- Trophee Des Champions: 2007

Marseille
- Coupe de la Ligue: 2010-11
- Trophee Des Champions: 2011

## Thống kê sự nghiệp

### Câu lạc bộ
Tính đến 2 tháng 8 năm 2015.
| Câu lạc bộ              | Mùa giải            | Giải đấu | Giải đấu | Cúp quốc gia | Cúp quốc gia | Cúp liên đoàn | Cúp liên đoàn | Châu Âu | Châu Âu | Other | Other | Total | Total |
| Câu lạc bộ              | Mùa giải            | Trận     | Bàn      | Trận         | Bàn          | Trận          | Bàn           | Trận    | Bàn     | Trận  | Bàn   | Trận  | Bàn   |
| ----------------------- | ------------------- | -------- | -------- | ------------ | ------------ | ------------- | ------------- | ------- | ------- | ----- | ----- | ----- | ----- |
| Lyon                    | 2006–07             | 6        | 0        | 0            | 0            | 0             | 0             | 1       | 0       | 0     | 0     | 7     | 0     |
| Lyon                    | 2007–08             | 6        | 0        | 0            | 0            | 1             | 0             | 1       | 0       | 0     | 0     | 8     | 0     |
| Lyon                    | Tổng cộng           | 12       | 0        | 0            | 0            | 1             | 0             | 2       | 0       | 0     | 0     | 15    | 0     |
| Lens (mượn)             | 2007–08             | 10       | 3        | 0            | 0            | 2             | 1             | —       | —       | —     | —     | 12    | 4     |
| Nice                    | 2008–09             | 32       | 11       | 1            | 0            | 3             | 0             | —       | —       | —     | —     | 36    | 11    |
| Nice                    | 2009–10             | 34       | 14       | 1            | 1            | 1             | 1             | —       | —       | —     | —     | 36    | 16    |
| Nice                    | 2010–11             | 2        | 1        | 0            | 0            | 0             | 0             | —       | —       | —     | —     | 2     | 1     |
| Nice                    | Tổng cộng           | 68       | 26       | 2            | 1            | 4             | 1             | —       | —       | —     | —     | 74    | 28    |
| Marseille               | 2010–11             | 31       | 15       | 1            | 0            | 2             | 0             | 7       | 2       | 0     | 0     | 41    | 17    |
| Marseille               | 2011–12             | 29       | 12       | 3            | 1            | 3             | 4             | 6       | 2       | 1     | 1     | 42    | 20    |
| Marseille               | 2012–13             | 8        | 0        | 0            | 0            | 0             | 0             | 4       | 2       | —     | —     | 12    | 2     |
| Marseille               | Tổng cộng           | 68       | 27       | 4            | 1            | 5             | 4             | 17      | 6       | 1     | 1     | 95    | 39    |
| Queens Park Rangers     | 2012–13             | 14       | 6        | 0            | 0            | 0             | 0             | —       | —       | —     | —     | 14    | 6     |
| Queens Park Rangers     | 2014–15             | 2        | 0        | 0            | 0            | 0             | 0             | —       | —       | —     | —     | 2     | 0     |
| Queens Park Rangers     | Tổng cộng           | 16       | 6        | 0            | 0            | 0             | 0             | —       | —       | —     | —     | 16    | 6     |
| Newcastle United (mượn) | 2013–14             | 26       | 14       | 1            | 0            | 0             | 0             | —       | —       | —     | —     | 27    | 14    |
| Chelsea                 | 2014–15             | 21       | 7        | 2            | 1            | 2             | 0             | 4       | 1       | —     | —     | 29    | 9     |
| Chelsea                 | 2015–16             | 0        | 0        | 0            | 0            | 0             | 0             | 0       | 0       | 1     | 0     | 1     | 0     |
| Chelsea                 | Tổng cộng           | 21       | 7        | 2            | 1            | 2             | 0             | 4       | 1       | 1     | 0     | 30    | 9     |
| Tổng cộng sự nghiệp     | Tổng cộng sự nghiệp | 221      | 83       | 9            | 3            | 14            | 5             | 23      | 7       | 2     | 1     | 268   | 100   |

### Đội tuyển quốc gia
Tính đến ngày 14 tháng 10 năm 2014.
| Đội tuyển quốc gia | Năm       | Trận | Bàn |
| ------------------ | --------- | ---- | --- |
| Pháp               | 2009      | 1    | 0   |
| Pháp               | 2010      | 5    | 1   |
| Pháp               | 2011      | 11   | 3   |
| Pháp               | 2012      | 0    | 0   |
| Pháp               | 2013      | 4    | 0   |
| Pháp               | 2014      | 10   | 3   |
| Tổng cộng          | Tổng cộng | 31   | 7   |

#### Bàn thắng quốc tế
| 1                                       | 9 tháng 10 năm 2010  | Stade de France, Saint-Denis, Pháp                      | România     | 1–0 | 2–0 | Vòng loại Euro 2012 |
| 2                                       | 10 tháng 8 năm 2011  | Sân vận động Mosson, Montpellier, Pháp                  | Chile       | 1–0 | 1–1 | Giao hữu            |
| 3                                       | 7 tháng 10 năm 2011  | Stade de France, Saint-Denis, Pháp                      | Albania     | 2–0 | 3–0 | Vòng loại Euro 2012 |
| 4                                       | 11 tháng 11 năm 2011 | Stade de France, Saint-Denis, Pháp                      | Hoa Kỳ      | 1–0 | 1–0 | Giao hữu            |
| 5                                       | 27 tháng 5 năm 2014  | Stade de France, Saint-Denis, Pháp                      | Na Uy       | 3–0 | 4–0 | Giao hữu            |
| 6                                       | 4 tháng 9 năm 2014   | Stade de France, Saint-Denis, Pháp                      | Tây Ban Nha | 1–0 | 1–0 | Giao hữu            |
| 7                                       | 14 tháng 10 năm 2014 | Sân vận động Cộng hòa Vazgen Sargsyan, Yerevan, Armenia | Armenia     | 1–0 | 3–0 | Giao hữu            |
| Correct as of ngày 14 tháng 10 năm 2014 |                      |                                                         |             |     |     |                     |